# Kulturåret 1846

## Händelser
- 21 mars - patentansökan Saxofonen,[1] Adolphe Sax,[2] beviljas 22 juni (Frankrike, Brevet d'invention no 3226 du 21 mars 1846)
- 27 mars – Wermlenningarne, en pjäs av Fredrik August Dahlgren, uruppförs på Teatern i Operahuset i Stockholm.
- 6 oktober – Charlotte Birch-Pfeiffers pjäs Mor och son, baserad på Fredrika Bremers roman Grannarna, har Sverigepremiär på Mindre teatern i Stockholm[3].
- okänt datum – Marcus Larson börjar på Konstakademien
- okänt datum – Konstnärsgillet startar sin verksamhet.

## Priser och utmärkelser
- Kungliga priset – Johan Jakob Nordström

## Nya verk
- Arma människor av Fjodor Dostojevskij
- Den broderade plånboken av August Blanche
- Dubbelgångaren av Fjodor Dostojevskij
- Engelbrekt och hans dalkarlar av August Blanche
- En mycket vacker och nöjsam historia om löjtnant Nagelborste, skomakaren Snörlund och hans hustru samt deras dotter Catharina och gesällen Henrik Sulgren av August Blanche
- Filosofins elände av Karl Marx
- Läkaren av August Blanche
- Magister Bläckstadius eller giftermåls-annonsen av August Blanche
- Rika morbror av August Blanche
- Syskonbarnen eller Hofgunst och Folkgunst av Karl Kullberg
- Torparen och hans omgifning av Sophie von Knorring

## Födda
- 5 januari – Rudolf Eucken (död 1926), tysk filosof, nobelpristagare i litteratur 1908.
- 15 januari – Nils Eberhard Lovén (död 1925), svensk organist och skriftställare.
- 19 januari – Paulina Odenius (död 1921), svensk bildkonstnär.
- 30 januari – Amalia Hjelm (död 1916), svensk tonsättare och författare.
- 15 februari – Oscar Hylén (död 1886?), svensk och teaterkapellmästare.
- 24 februari – Luigi Denza (död 1922), italiensk tonsättare.
- 26 februari – Amanda Forsberg, svensk ballerina.
- 17 mars – Kate Greenaway (död 1901), brittisk barnboksillustratör och akvarellmålare.
- 22 mars – Axel Kulle (död 1908), svensk konstnär.
- 29 mars – Louise Pyk (död 1929), svensk operasångare.
- 4 april – Comte de Lautréamont (död 1870), fransk författare.
- 5 april – Michael Georg Conrad (död 1927), tysk författare.
- 2 maj – Zygmunt Noskowski (död 1909), polsk tonsättare.
- 5 maj – Henryk Sienkiewicz (död 1916), polsk författare, nobelpristagare i litteratur 1905.
- 8 maj – Émile Gallé (död 1904), fransk glaskonstnär.
- 25 maj – Naim Frashëri (död 1900), albansk poet.
- 7 juli – Karl Emanuel Jansson (död 1874), åländsk konstnär.
- 29 juli – Sophie Menter (död 1918), tysk pianist.
- 4 augusti – Stephan Sinding (död 1922), norsk-dansk skulptör.
- 5 augusti – Alvilde Prydz (död 1922), norsk författare.
- 25 augusti – Margaretha Dahlqvist (död 1914), svensk skådespelare.
- 21 september – Jekaterina Tjislova (död 1889), rysk ballerina.
- 21 oktober – Edmondo De Amicis (död 1908), italiensk författare.
- 3 november – Ernst Koerner (död 1927), tysk målare.
- 7 november – Ignaz Brüll (död 1907), österrikisk kompositör och pianist.
- 23 november – Ernst von Schuch (död 1914), österrikisk dirigent.
- 22 december – Andreas Hallén (död 1925), svensk kompositör, dirigent och musikpedagog.
- 29 december – Maurice Rollinat (död 1903), fransk poet.

## Avlidna
- 14 januari – Marta Nordenberg (född 1782), svensk tecknare och kopist.
- 3 februari – Joseph Weigl (född 1766), tysk-österrikisk tonsättare och dirigent.
- 13 februari – Johann Bernhard Logier (född 1777), tysk musiker.
- 16 april – Domenico Dragonetti (född 1763), italiensk kontrabasist.
- 24 april – Girolamo Crescentini (född 1766), italiensk sopransångare.
- 16 juni – Jean-Gaspard Deburau (född 1796), böhmisk-fransk mimare.
- 24 juni – Jan Frans Willems (född 1793), belgisk lingvist, historiker och skald.
- 7 augusti – Christian Heinrich Rinck (född 1770), tysk organist och kompositör.
- 10 augusti – Johann Simon Hermstedt (född 1778), tysk klarinettist.
- 27 augusti – Gottfried Wilhelm Fink (född 1783), tysk kompositör och musikskriftställare.
- 4 september – Étienne de Jouy (född 1764), fransk dramatiker,
- 2 november – Esaias Tegnér (född 1782), svensk skald.
- 13 december – Pasquale Galluppi (född 1770), italiensk filosof.
- 18 december – Emilie Högqvist (född 1812), svensk skådespelare och älskarinna till Oscar I.